# Otto Bergmann (Widerstandskämpfer, 1900)
Otto Bergmann (* 8. April 1900 in Neusalz an der Oder, Provinz Schlesien; † 8. Mai 1961 in Ost-Berlin) war ein deutscher kommunistischer Gewerkschaftsfunktionär und Widerstandskämpfer gegen den Nationalsozialismus.

## Leben
Otto Bergmann wuchs in einer Arbeiterfamilie auf. Nach dem Besuch der Volksschule erlernte er den Beruf Former. 1924 zog er nach Berlin und arbeitete zunächst bei der Ludwig Loewe & Co. AG in Berlin-Moabit, später in der Eisengießerei Hartung & Jachmann AG in Berlin-Lichtenberg. Seit 1920 war Bergmann im Deutschen Metallarbeiter-Verband (DMV) organisiert. Im Zusammenhang mit seinem Engagement für die Revolutionäre Gewerkschafts-Opposition (RGO) lieferte sich Bergmann teils heftige Auseinandersetzungen innerhalb des DMV. Er wechselte Anfang November 1930 vom DMV zum neugegründeten kommunistischen Einheitsverband der Metallarbeiter Berlins (EVMB). Der EVMB stand in Feindschaft zum DMV. 1931/32 übernahm Bergmann die Leitung der EVMB-Betriebssektion in der Hartung & Jachmann AG, wo der EVMB großen Rückhalt hatte. Bergmann war dort 1932/33 Vorsitzender des Betriebsrates. Bereits im Jahr 1930 war Bergmann Mitglied der KPD geworden.
Nach der Machtergreifung der Nationalsozialisten engagierte sich Bergmann für den illegalen EVMB. Im Mai 1933 kam Bergmann erstmals für zwei Monate in Haft. Im November gleichen Jahres wurde Bergmann erneut in Haft genommen. Da ihm jedoch nicht nachgewiesen werden konnte, er habe illegale kommunistische Propaganda gegen das NS-Regime betrieben, kam Bergmann auf freien Fuß. Am 30. März 1936 verhaftete die Gestapo Bergmann noch einmal. Der Kommunist wurde nun wegen seines Engagements für illegale gewerkschaftliche Zirkel wegen „Vorbereitung zum Hochverrat“ angeklagt. Am 11. Mai 1937 wurde Bergmann vom Kammergericht Berlin zu einer Haftstrafe von zwei Jahren verurteilt. Die Haftzeit verbüßte Bergmann im Zuchthaus Brandenburg-Görden.
Nach der Entlassung aus der Haft arbeitete Bergmann als Hilfsarbeiter in der Berliner Metallindustrie. Aufgrund seiner politischen Vergangenheit bekam er in den nächsten Jahren keine gute Arbeitsstelle mehr. Die Wehrmacht schloss ihn aus politischen Gründen vom Kriegsdienst aus. Nach der Befreiung vom Nationalsozialismus war Bergmann als Polizist in Ost-Berlin tätig. Bergmann gehörte ab 1945 der KPD und mit der Zwangsvereinigung von SPD und KPD 1946 der SED an.